# Serra Cumbira
Serra Cumbira är en bergskedja i Angola.   Den ligger i provinsen Cuanza Sul, i den västra delen av landet, 290 kilometer söder om huvudstaden Luanda.
Serra Cumbira sträcker sig 16,3 kilometer i sydvästlig-nordostlig riktning. Den högsta punkten är 1 694 meter över havet.
Topografiskt ingår följande toppar i Serra Cumbira:
- Engelo
- Serra Engelo

I omgivningarna runt Serra Cumbira växer huvudsakligen savannskog. Runt Serra Cumbira är det glesbefolkat, med 17 invånare per kvadratkilometer.